# Гребенхајн
Гребенхајн (њем. Grebenhain) општина је у њемачкој савезној држави Хесен. Једно је од 19 општинских средишта округа Фогелсберг. Према процјени из 2010. у општини је живјело 5.069 становника. Посједује регионалну шифру (AGS) 6535007.

## Географски и демографски подаци
Гребенхајн се налази у савезној држави Хесен у округу Фогелсберг. Општина се налази на надморској висини од 467 метара. Површина општине износи 91,6 km². У самом мјесту је, према процјени из 2010. године, живјело 5.069 становника. Просјечна густина становништва износи 55 становника/km².